# The Ascent
The Ascent ist ein Cyberpunk-Action-Rollenspiel, das vom schwedischen Indie-Game-Studio Neon Giant entwickelt und von Curve Digital für Microsoft Windows, Xbox Series und Xbox One am 29. Juli 2021 veröffentlicht wurde. Es wurde mit der Unreal Engine 4 von einem 11-köpfigen Team entwickelt und ist das Debüt von Neon Giant in der Branche.

## Handlung
Das Spiel findet in einer futuristischen, dystopischen Zukunft in einer Arkologie auf einer Welt namens Veles statt, die von einem mächtigen Megakonzern namens „The Ascent Group“ kontrolliert wird. Der Spieler übernimmt die Kontrolle über einen von der Firma versklavten Arbeiter. Nach dem mysteriösen Zusammenbruch der Ascent Group versinkt die Arkologie in einem chaotischen Durcheinander, in dem Distrikte, Syndikate und rivalisierende Konzerne um die Kontrolle kämpfen. Die Aufgabe des Spielers ist es, andere Fraktionen daran zu hindern, die Kontrolle zu übernehmen und das Geheimnis hinter dem Untergang der Ascent Group aufzudecken.

## Gameplay
The Ascent wird aus einer Top-Down-Ansicht mit Blick auf die Figur(en) dargestellt. Es handelt sich um einen Twin-Stick-Shooter, der die Fähigkeit beinhaltet, sowohl hoch als auch tief auf feindliche Ziele zu zielen, was es dem Spieler ermöglicht, zwischen dem Abschießen von näher oder weiter entfernten Feinden zu unterscheiden. Es dient auch als Deckungssystem, da der Spieler über Requisiten in der Umgebung auf Gegner zielen kann. Der Spieler kann das Aussehen seines Charakters vollständig anpassen und seinen Charakter mit Cyberware-Upgrades aufrüsten, um neue Fertigkeiten und Fähigkeiten zu erhalten. Spieler haben auch die Möglichkeit, mithilfe eines Cyberdecks zu hacken.
Das Spiel bietet eine zerstörerische Umgebung, die auf die Aktionen des Spielers reagiert, wie z. B. Geschosseinschläge, Fähigkeiten und Explosionen. Ein Schnellreisesystem ist im Spiel über ein eingebautes U-Bahn-System implementiert, das es dem Spieler ermöglicht, große Entfernungen im Spiel schnell zurückzulegen. Das Spiel ist Open-World und soll "im Wesentlichen keine Ladebildschirme" haben. Durch das Besiegen von Gegnern kann der Spieler Beute von unterschiedlicher Seltenheit sammeln. Gegenstände können auch durch das Abschließen von Missionen, das Erkunden der Welt oder den Kauf bei Händlern mit der Spielwährung erhalten werden. Die Spielmodi umfassen Einzelspieler, lokalen Koop und Online-Koop mit maximal 4 Spielern.

## Entwicklung
The Ascent wird von Neon Giant entwickelt, einem Team von 11 Personen. Am 28. Juni 2018 wurde bekannt gegeben, dass Epic Games Neon Giant einen von 37 Entwicklerstipendien aufgrund ihrer Arbeit an einem unangekündigten Titel, der in einer "brandneuen Cyberpunk-Welt" spielt, verliehen hat. Dafür erhielten sie zwischen $5.000 und $50.000, um das Projekt voranzutreiben. Etwa im Mai 2019 hatte Neon Giant einen Exklusivitäts-Deal mit Microsoft geschlossen. Creative Director Tor Frick sagte, dass sie (Microsoft) "sofort sehr begeistert" waren von dem, was sie in der frühen Entwicklungsphase geschaffen hatten. Das Spiel wurde mit der Unreal Engine 4 entwickelt.

## Veröffentlichung
The Ascent wurde am 7. Mai 2020 angekündigt, zusammen mit einem Enthüllungstrailer am selben Tag. Ursprünglich ein Xbox-Series-Launch-Titel, wurde das Spiel verschoben und wird nun Anfang 2021 veröffentlicht. Das Spiel wird exklusiv auf Microsoft-Plattformen veröffentlicht: Windows 10, Xbox Series und Xbox One.
Es wird für Xbox-Benutzer mit dem Xbox Game Pass bei der Veröffentlichung kostenlos verfügbar sein und wird mit Smart Delivery aktiviert, so dass die Spieler es nach dem einmaligen Kauf auf jeder der Konsolen spielen können.

## Rezeption
Das Spiel erhielt gemischte bis leicht positive Wertungen. Das deutschsprachige PC-Spielemagazin GameStar kritisierte den technischen Zustand des Spiels. Man wertete von ursprünglich 74 von 100 Punkten jeweils 5 Punkte für die schlechtere Performance der Game-Pass-Fassung und für die Probleme und Bugs auch nach Day-1-Patch auf 64 Punkte ab. Im September 2021 wurde die Abwertung der Game-Pass-Fassung aufgehoben, da diese nun die gleiche Performance wie die Steam-Version habe. Von der allgemeinen Abwertung gab man nur 2 Punkte, da der Koop-Modus immer noch mit Abstürzen und Rucklern zu kämpfen habe, so dass die Wertung auf 71 Punkte gehoben wurde.

„The Ascent sieht fantastisch aus und bietet grandiose Kämpfe. Häufige technische Probleme trüben besonders im Koop den Spielspaß.“

PC Gamer lobte das Cyberpunk-Setting als außergewöhnlich und hob die Feuergefechte hervor. Das Spiel sei „liebevoll gestaltet“ (“lovingly crafted”).